# 黎义 (明朝宦官)
黎义（1456年—1505年），广西人，成化時御马监太监。

## 生平
景泰七年，出生。
成化二年，入宫。
成化四年，入内官监。
成化年间，任御马监左少监、太监。
弘治元年，兼管惜薪司 。
弘治十八年，去世。